# Les Belges du bout du Monde
Les Belges du bout du Monde est une émission de radio de la RTBF créée et présentée le dimanche matin par Adrien Joveneau depuis 1988 sur une idée qu'il a lui même imaginé et mise en pratique deux ans plus tôt,. Une version télévisée est diffusée sur La Une et sur TV5.    
Dans la version radio, Adrien interviewe un Belge qui réside dans un pays du bout du monde par téléphone. Un invité originaire du pays concerné complète en studio. La version télé consiste, le plus souvent, en un reportage "au bout du monde".

## Historique

### Naissance du concept
En 1986, alors qu'il anime l'émission régionale namuroise Le Petit Matin, Adrien Joveneau est amené à réaliser en direct des petits reportages sur les gens qui se lèvent tôt. Un jour, la compagnie belge des téléphones lui propose de passer gratuitement les appels qu'il souhaite. Il invite les auditeurs à appeler leurs parents et amis vivant à l'étranger.

### Première formule
La première formule radio est entièrement en direct de 6 h 30 à 9 h. À une époque où les communications à longues distances sont encore rares et coûteuses, l'émission, en collaboration avec la RTT, prend des nouvelles d'un Belge vivant à l'étranger, souvent sur un autre continent. Un membre de la famille ou un ami, resté en Belgique, complète l'interview et se voit ensuite offrir la possibilité de converser hors antenne avec l'invité à l'étranger. Il y a deux interviews par émission, une de 7h30 à 8h et l'autre de 8h30 à 9h.  

### Formule actuelle
Au début des années 2000, les technologies de communication ayant fortement évoluées, l'émission mise moins sur la rareté des contacts. Elle change de créneau horaire et est raccourcie. Toujours diffusée le dimanche, de 9 h à 10 h, elle n'est plus que très rarement en direct et présente un seul sujet.

### En télévision
Dès les années 1990, l'émission connait plusieurs formats d'émission de télévision mélangeant reportages à l'étranger et interviews en studio en Belgique. Émission autonome ou séquence dans le magazine C'est du belge, la longueur des reportages change d'une année à l'autre. La formule actuelle est un format de 25 minutes, entièrement réalisée en extérieur de puis 2009 par la société Liégeoise I.P.E.P. qui réalise également Le Beau Vélo de Ravel en télé. 

## Année par année

### 1998
- En TV : reportages réalisés par Frédéric Dumont, présenté par Adrien Joveneau et la voix de Anne Delvaux[5].
- Au Sénégal, Cameroun, Gabon, Niger, Vietnam

### 2010
|   | Pays et région          | Belge                 | Occupation                      |
| - | ----------------------- | --------------------- | ------------------------------- |
| 1 | La Réunion              | Jean Marc Collienne   | Journaliste radio               |
| 2 | Congo (RDC)             | Alain Huart           | Vétérinaire agronome            |
| 3 | France, Marseille       | Frédéric Flamand      | Metteur en scène et chorégraphe |
| 4 | USA, New York           | Tom et Henry          | Commerce de gaufres             |
| 5 | Égypte, Charm el-Cheikh | Alain Sobol           | Centre de plongée sous-marine   |
| 6 | Cuba                    | Jo Devriese           | École de boxe                   |
| 7 | Maroc                   | Charlotte Barkowski   | Céramique                       |
| 8 | France, Grignan         | Bénédicte et Philippe | Maison d'hôtes                  |

### 2011
L'émission TV est diffusée le dimanche en fin de soirée, sur La Une.
|   | Pays et région                    | Belge                             | Occupation                                      | Première diffusion      |
| - | --------------------------------- | --------------------------------- | ----------------------------------------------- | ----------------------- |
| 1 | Sénégal, Dakar                    | Clément Colpé                     | Exécutif sous-chef des cuisines                 | 30 octobre 2011 à 22h30 |
| 2 | France, Bordeaux                  | Renaud Matgen                     | Sculpteur                                       | 6 novembre 2011         |
| 3 | USA, Saratoga Springs             | Benjamin Schmoker                 | Directeur commercial Nord USA du groupe Umicore | 13 novembre 2011        |
| 4 | Rwanda, Kigali                    | Coralie Piron                     | Administratrice de société                      | 20 novembre 2011        |
| 5 | Portugal                          | Fabienne Froidcoeur               | Éleveuse de chevaux                             | 27 novembre 2011        |
| 6 | Canada, Ontario                   | Victor Perichon                   | Entrepreneur et enseignant                      | 4 décembre 2011         |
| 7 | Irlande                           | Marie-Hélène Brohan Delhaye       | Informaticienne-interprète                      | 11 décembre 2011        |
| 8 | Antilles                          | Olivier Tillieut                  | Ingénieur-agronome                              | 18 décembre 2011        |
| 9 | Émission spéciale Bike for Africa | Émission spéciale Bike for Africa | Émission spéciale Bike for Africa               |                         |

### 2012
L'émission TV est diffusée le dimanche en fin de soirée, sur La Une.
|    | Pays et région        | Belge                                                                 | Occupation                                                              | Première diffusion      |
| -- | --------------------- | --------------------------------------------------------------------- | ----------------------------------------------------------------------- | ----------------------- |
| 1  | Sénégal, Cap Skirring | Jean-Paul Fontaine                                                    | Hôtelier et promoteur immobilier                                        | 4 novembre 2012 à 22h25 |
| 2  | Norvège               | Martine Vanderheyden Frédéric Leroy                                   | Enseignante Entrepreneur                                                | 11 novembre 2012        |
| 3  | Guadeloupe, Le Gosier | Christelle Blondeau                                                   | Publicité                                                               | 18 novembre 2012        |
| 4  | Ouganda               | Xavier Tezzo                                                          | Agroéconomiste                                                          | 25 novembre 2012        |
| 5  | Corse                 | Pierre Lejeune Elizabeth et Dominique Herzet                          | Chercheur Tourisme                                                      | 2 décembre 2012         |
| 6  | Burundi               | Jean-Luc Kesch                                                        | Cercle nautique et éducation                                            | 9 décembre 2012         |
| 7  | Tahiti et Bora-Bora   | Muriel et Alain Lievens-Demeyere Georges Bonazzeli Jean-Noël Tourneur | Production musicale Programmateur animateur TV Administrateur financier | 16 décembre 2012        |
| 8  | Niger                 | Damien Jonckers                                                       | Coopération                                                             | 23 décembre 2012        |
| 9  | France, Paris         | Sandrine Alouf                                                        | Photographes                                                            | 30 décembre 2012        |
| 10 | Pérou                 | Véronique Gérard de Bricedo                                           | Biologiste, enseignante                                                 | 6 janvier 2013          |

### 2013
L'émission TV est diffusée le dimanche en après-midi selon un horaire variable, sur La Une.
|   | Pays et région         | Belge                                | Occupation                                    | Première diffusion      |
| - | ---------------------- | ------------------------------------ | --------------------------------------------- | ----------------------- |
| 1 | Palestine              | Jessika Devliegher                   | École du cirque                               | 27 octobre 2013 à 14h35 |
| 2 | Congo, Bukavu          | Maria Masson                         | Action médicale                               | 3 novembre 2013         |
| 3 | Afrique du Sud         | Valérie Hirsch Jean-Philippe Colmant | Correspondante de presse Viticulteur          | 10 novembre 2013        |
| 4 | Écosse                 | Yves Lemarchand                      | Opérateur touristique                         | 17 novembre 2013        |
| 5 | Maroc, Ouarzazate      | Vincent T'Sas                        | Tourisme - Bivouac nomade                     | 24 novembre 2013        |
| 6 | Roumanie, Buzesti-Gorj | Marie Carels                         | Chocolatière                                  | 1er décembre 2013       |
| 7 | Italie, Toscane        | Olivier Paul Morandini               | Vigneron                                      | 8 décembre 2013         |
| 8 | Canada                 | David Lecointre                      | Consultant en commercialisation et enseignant | 15 décembre 2013        |

### 2014
L'émission TV est diffusée le dimanche en après-midi selon un horaire variable, sur La Une.
|   | Pays et région             | Belge              | Occupation                                   | Première diffusion       |
| - | -------------------------- | ------------------ | -------------------------------------------- | ------------------------ |
| 1 | Cambodge                   | Sandra Rousseau    | Fondatrice de Ptéa Clara, un orphelinat      | 16 novembre 2014 à 14h05 |
| 2 | Italie, Sicile             | Filip Kesteloot    | Viticulteur, oléiculteur et marchand d’art   | 23 novembre 2014 à 16h30 |
| 3 | Pérou                      | Guy Vanackeren     | Archéosite pédagogique et touristique        | 30 novembre 2014 à 13h45 |
| 4 | Tanzanie, Ol Doinyo Lengaï | Ben Beeckmans      | Vulcanologue et créateur du Lodge Ecoscience | 7 décembre 2014 à 14h00  |
| 5 | USA, Washington            | Gilles Clarenne    | Production de reportages d’actualité         | 14 décembre 2014 à 14h10 |
| 6 | Tunisie                    | Geneviève Dewandre | Hôtel haut de gamme                          | 21 décembre 2014 à 17h45 |
| 7 | France, Val d'Isère        | Pim Geldof         | Musée de Val d’Isère                         | 28 décembre 2014 à 13h30 |
| 8 | Cameroun, Douala           | Josiane Gaillard   | Infirmière                                   | 4 janvier 2015 à 13h40   |

### 2015
L'émission TV est diffusée le dimanche en fin d'après-midi, sur La Une.
|   | Pays et région     | Belge                              | Occupation                                         | Première diffusion       |
| - | ------------------ | ---------------------------------- | -------------------------------------------------- | ------------------------ |
| 1 | Vietnam            | Bernard Kervyn                     | Mékong Plus, développement communautaire           | 15 novembre 2015 à 17h50 |
| 2 | Espagne, Barcelone | Jeanne Dell'Olivo Catherine Allard | Auxiliaire de langue française Professeur de danse | 22 novembre 2015 à 17h55 |
| 3 | Côte d'Ivoire      | Michèle Zeneb Ouattara             | Professeur de mathématique                         | 29 novembre 2015 à 17h50 |
| 4 | Italie, Sardaigne  | Maité Dumont de Chassart           | Agritourisme                                       | 6 décembre 2015 à 17h50  |
| 5 | Inde, Pondichéry   | Madeleine de Blic                  | Association Volontariat-Inde                       | 13 décembre 2015 à 17h50 |
| 6 | Bulgarie           | Nicolas L'Olivier                  | Éco-construction                                   | 20 décembre 2015 à 17h50 |
| 7 | Mexique, Yucatan   | Laurence Levy Mathieu Brees        | Chambres d'hôtes Chocolatier                       | 27 décembre 2015 à 18h10 |

### 2016
L'émission TV est diffusée le dimanche en fin d'après-midi, sur La Une.
|    | Pays et région                                           | Belge                                                    | Occupation                                                             | Première diffusion       |
| -- | -------------------------------------------------------- | -------------------------------------------------------- | ---------------------------------------------------------------------- | ------------------------ |
| 1  | France, Luberon                                          | Spéciale échappée Belge                                  |                                                                        | 23 octobre 2016 à 17h50  |
| 2  | Bolivie                                                  | Pascal Montoisy                                          | Apprentissage des langues                                              | 30 octobre 2016 à 17h50  |
| 3  | Suisse                                                   | Marie-Rose Van Eetvelde                                  | Sport-shop d'altitude                                                  | 6 novembre 2016 à 17h50  |
| 4  | Burkina Faso                                             | Jean-Claude Frique                                       | Réalisateur, producteur et photographe                                 | 13 novembre 2016 à 17h50 |
| 5  | Maroc, Casablanca                                        | Ophélie Verschuren Jean-Michel Englebert                 | Enseignants                                                            | 20 novembre 2016 à 17h50 |
| 6  | Guinée, Conakry                                          | Jacques Gruloos                                          | Chef de mission de l’assistance technique du projet d’appui à la santé | 27 novembre 2016 à 16h50 |
| 7  | Portugal                                                 | Vincent Jonckheere                                       | Conserverie de sardines                                                | 4 décembre 2016 à 16h50  |
| 8  | France, Manosque                                         | Caroline Delvaux                                         | Fritkot                                                                | 11 décembre 2016 à 16h55 |
| 9  | Bénin                                                    | Nathalie Burnet                                          | Projet Cap Solidarité                                                  | 18 décembre 2016 à 16h30 |
| 10 | Première remise des Trophées des Belges du Bout du Monde | Première remise des Trophées des Belges du Bout du Monde | Première remise des Trophées des Belges du Bout du Monde               | 25 décembre 2016 à 13h40 |

### 2017
L'émission TV est diffusée le dimanche après-midi, sur La Une.
|   | Pays et région                                           | Belge                                                    | Occupation                                                       | Première diffusion       |
| - | -------------------------------------------------------- | -------------------------------------------------------- | ---------------------------------------------------------------- | ------------------------ |
| 1 | Seychelles, Mahé                                         | Luc Heymans Anabelle du Parc                             | Skipper Volontaire au Marine Conservation Society                | 5 novembre 2017 à 14h05  |
| 2 | Grèce, Monemvasia, Athènes                               | Isabelle Sonnard Maxime Gyselinck                        | Maison d'hôtes Photoreporter                                     | 12 novembre 2017 à 15h30 |
| 3 | Indonésie, Bali                                          | Jonatan Cerrada Karine Ratowski                          | Création de sacs et de pochettes Manager d'un complexe hôtelier  | 19 novembre 2017 à 14h10 |
| 4 | France, Bretagne                                         | Damien Franco Sanchez Benoît Debert                      | Producteur de gaufres biologiques Luthier                        | 26 novembre 2017 à 16h25 |
| 5 | Dubaï                                                    | Arnaud Pauquet                                           | Acrobatic designer et head coach                                 | 3 décembre 2017 à 14h05  |
| 6 | Croatie, Zagreb                                          | Sarah Yigit                                              | Lectrice de français et littératures belges et francophones      | 10 décembre 2017 à 14h10 |
| 7 | Portugal, Algarve Alentejo                               | Jerom Pannier Wendy Nazaré                               | Créateur d'entreprise spécialisée en tourisme sportif Musicienne | 17 décembre 2017 à 14h10 |
| 8 | Deuxième remise des Trophées des Belges du Bout du Monde | Deuxième remise des Trophées des Belges du Bout du Monde | Deuxième remise des Trophées des Belges du Bout du Monde         | 24 décembre 2017 à 13h40 |

### 2018
L'émission TV est diffusée le dimanche après-midi, sur La Une.
|   | Pays et région | Belge                 | Occupation                                      | Première diffusion |
| - | -------------- | --------------------- | ----------------------------------------------- | ------------------ |
| 1 | Gabon          | Nathalie Dupagne      | Gynécologue                                     |                    |
| 2 | Saint-Martin   | Laurent Barbiot       | Médecin-urgentiste                              |                    |
| 3 | Ethiopie       | Mitiku Belachew       | Chirurgien                                      | novembre 2018      |
| 4 | Chili          | Amandine Lambert      | Danseuse                                        | 2 décembre 2018    |
| 5 | Togo           | Kalvin Soiresse       | Enseignant, Activiste et Politicien             | 9 décembre 2018    |
| 6 | Madagascar     | Andrianaina Raharison | Neuropsychiatre et neuropsychologue             | 16 décembre 2018   |
| 7 | Colombie       | Sandra Bessudo        | Écosystèmes marins, ministre de l'environnement | décembre 2018      |

### 2019
L'émission TV est diffusée le dimanche après-midi, sur La Une.
|   | Pays et région                                            | Belge                                                     | Occupation                                                | Première diffusion |
| - | --------------------------------------------------------- | --------------------------------------------------------- | --------------------------------------------------------- | ------------------ |
| 1 | Quatrième remise des Trophées des Belges du Bout du Monde | Quatrième remise des Trophées des Belges du Bout du Monde | Quatrième remise des Trophées des Belges du Bout du Monde | 3 novembre 2019    |
| 2 | Madagascar, Nosy Be                                       | Jean-Michel Alexandre                                     | Construction en terre                                     | 10 novembre 2019   |
| 3 | France, Camargue                                          | Gaëlle Henkens Roger Job                                  | Photojournalistes                                         | 17 novembre 2019   |
| 4 | Maroc, Agadir                                             | Élisabeth                                                 | Activité hôtelière                                        | 24 novembre 2019   |
| 5 | Croatie                                                   | Didier Van Bellighen                                      | Éco village                                               | 1er décembre 2019  |
| 6 | Rwanda, Kigali                                            | Simon Hupperetz                                           | Coach Cycliste                                            | 8 décembre 2019    |
| 7 | Grèce, Crète                                              | Jean-Philippe Delhaye                                     | Tourisme alternatif                                       | 15 décembre 2019   |
| 8 | Équateur, Amazonie                                        | Sabine Bouchat                                            | École des savoirs de la forêt vivante                     | 22 décembre 2019   |

### 2020

#### En radio
L'émission radio est diffusée le dimanche de 9h09 à 10h, sur La Première.
|    | Pays visité              | Date de diffusion |
| -- | ------------------------ | ----------------- |
| 1  | La Réunion               | 5 janvier 2020    |
| 2  | Congo                    | 12 janvier 2020   |
| 3  | Brésil                   | 19 janvier 2020   |
| 4  | Australie                | 26 janvier 2020   |
| 5  | Écosse                   | 2 février 2020    |
| 6  | France, Courchevel       | 9 février 2020    |
| 7  | Canada                   | 16 février 2020   |
| 8  | Zanzibar                 | 22 février 2020   |
| 9  | Cambodge                 | 1er mars 2020     |
| 10 | Spéciale Femme et Climat | 8 mars 2020       |
| 11 | Bruxelles                | 15 mars 2020      |
| 12 | Bénin                    | 22 mars 2020      |
| 13 | Nicaragua                | 29 mars 2020      |
| 14 | Costa Rica               | 12 avril 2020     |
| 15 | Brésil                   | 19 avril 2020     |
| 16 | Rwanda                   | 26 avril 2020     |
| 17 | Colombie                 | 3 mai 2020        |
| 18 | Panama                   | 10 mai 2020       |
| 19 | Canada                   | 17 mai 2020       |
| 20 | Malawi                   | 24 mai 2020       |
| 21 | Japon                    | 31 mai 2020       |

#### En télévision
À partir du 12 avril, la RTBF diffuse Les Belges du bout du Monde - Confinés sous forme de petites capsules vidéo de 4 minutes réalisées par la fille d'Adrien, Sarah Joveneau.
Les Belges donnent des nouvelles de leur situation de confinement au bout du Monde.
Les 14 capsules sont diffusées sur La Une à 9h50 et 19h15 le dimanche et à 16H50 du lundi au samedi
|   | Pays            | Lecture           | Belge                  | Diffusion     |
| - | --------------- | ----------------- | ---------------------- | ------------- |
| 1 | Cambodge        | Thich Nhat Hanh   | Sandra Rousseau        | 12 avril 2020 |
| 2 | Amazonie        | Jacques Dochamps  | (Adrien Joveneau)      | 13 avril 2020 |
| 3 | Italie          | Jérôme Ferrari    | Olivier Paul Morandini | 14 avril 2020 |
| 4 | Volcan (Rwanda) | Gaël Faye         | Gaël Faye              | 15 avril 2020 |
| 5 | La réunion      | Christian Bobin   | Jean-Marc Collienne    | 16 avril 2020 |
| 6 | Zanzibar        | David McNeil      | Fleur Demeeus          | 17 avril 2020 |
| 7 | Portugal        | Yann Martel       | Vincent Jonckheere     | 18 avril 2020 |
| 8 | Maroc           | Tahar Ben Jelloun | Zazou                  | 19 avril 2020 |
|   | Norvège         | Jostein Gaarder   | Martine Vanderheiden   |               |
|   | Chili           | Luis Sepúlveda    | Amandine Lambert       |               |
|   | Bali            | Laurent Gounelle  | Jonatan Cerrada        |               |
|   | Vietnam         | Cosey             | Bernard Kervyn         |               |
|   | Gabon           | Proverbes         | Nathalie Dupagne       |               |
|   | Saint Martin    | Valérie Liéko     | Valérie Liéko          |               |

L'émission TV sera diffusée en fin d'année à des dates non encore déterminées
|  | Pays et région | Belge                | Occupation | diffusion |
|  | -------------- | -------------------- | ---------- | --------- |
|  |                |                      |            |           |
|  | Zanzibar       |                      |            |           |
|  | France, Cantal |                      |            |           |
|  | Laos           | Marie-Pierre Lissoir |            |           |
|  |                |                      |            |           |
|  |                |                      |            |           |
|  |                |                      |            |           |
|  |                |                      |            |           |

## Autour de l'émission

### En librairie
| Année de parution | Titre                         | Autrice / Auteur                         | Contenu du guide                                    | éditeur     | Nombre de pages | référence                |
| ----------------- | ----------------------------- | ---------------------------------------- | --------------------------------------------------- | ----------- | --------------- | ------------------------ |
| 2000              | Les Belges du bout du Monde   | Anne Deflandre Adrien Joveneau           | 13 rencontres + un guide pratique                   | RTBF/ Labor | 201             | (ISBN 2-8040-1459-2)     |
| 2002              | Les Belges du bout du Monde   | Christiane Doutrelugne ; Adrien Joveneau | Guide touristique, 120 BBDM à visiter par continent | RTBF/ Labor | 276             | (ISBN 2-8040-1638-2)     |
| 2008              | Les Belges du bout du Monde   | Adrien Joveneau ; Frédérique Thiébaut    | 100 portraits                                       | RTBF Racine | 224             | (ISBN 978-2-87386-576-4) |
| 2010              | Les Belges du bout du Monde 2 | Adrien Joveneau ; Frédérique Thiébaut    | 100 portraits                                       | RTBF Racine | 224             | (ISBN 9782873866853)     |
| 2012              | Les Belges du bout du Monde   | Adrien Joveneau ; Frédérique Thiébaut    | 100 portraits                                       | RTBF Racine | 224             | (ISBN 9782873868239)     |
| 2014              | Les Belges du bout du Monde   | Adrien Joveneau ; Frédérique Thiébaut    | 100 portraits                                       | RTBF Racine | 224             | (ISBN 9782873869144)     |
| 2017              | Les Belges du bout du Monde   | Adrien Joveneau ; Frédérique Thiébaut    |                                                     | De rouck    | 208             | (ISBN 9782507055394)     |

### Conférences
La saison 2014-2015 voit les Belges du bout du monde au programme des conférences d'Exploration du Monde.

### Les Trophées des Belges du bout du Monde
Concours inspiré de l'émission, les Trophées des Belges du bout du Monde récompense depuis 2016 des Belges vivant à l'étranger. Chaque lauréat est l'objet d'un reportage dans l'émission télévisée.
| Année | Catégorie               | Lauréats                                | Réalisation              | Objet                                 | Pays         |
| ----- | ----------------------- | --------------------------------------- | ------------------------ | ------------------------------------- | ------------ |
| 2016  | Culture                 | Lionel Croes                            | Sama Rak                 | Cinéma (Film)                         | Sénégal      |
| 2016  | Art de Vivre            | Sophie et Juan                          | PiCNiC Deli&Café         | Restauration                          | Costa Rica   |
| 2016  | Économie                | Vincent Jonckheere                      | Saboreal                 | Conserverie                           | Portugal     |
| 2016  | Solidarité              | Christine Meert                         | Asbl Proyectarte         | Action sociale par l'art              | Colombie     |
| 2016  | Nouvelles Technologie   | Alexandre de Caters et Gaetan Crielaard | Entobel                  | Recyclage alimentaire                 | Vietnam      |
| 2017  | Solidarité              | Nathalie Dupagne                        | Asbl 3S                  | Santé sexuelle des femmes             | Gabon        |
| 2017  | Culture et Art de vivre | Amandine Lambert                        | IN N’OUT                 | Danse contemporaine                   | Chili        |
| 2017  | Innovations             | Laurent Barbiot                         | Allo Irma                | Télémédecine                          | Saint-Martin |
| 2018  | Solidarité              | Sabine Bouchat                          | Tayak Wasi               | École des savoirs de la forêt vivante | Équateur     |
| 2018  | Culture et Art de vivre | Simon Hupperetz                         | Benediction Excel Energy | Équipe cycliste                       | Rwanda       |
| 2018  | Innovations             | Jean-Michel Alexandre                   | Eko-Kaza                 | Construction en terre                 | Madagascar   |
| 2019  | Solidarité              | Marie-Pierre Lissoir                    | Voices of the Wind       | Exposition                            | Laos         |
| 2019  | Culture et Art de vivre | Gauthier Lagasse                        | BELGO                    | Brasserie                             | Vietnam      |
| 2019  | Innovations             | Antoine Thys                            | Ondanova surfboards      | Surf écologique                       | Portugal     |

### Expérience
Les Belges du bout du Monde - Expérience est un site web géré par I.P.E.P. la société qui réalise l'émission télévisée. Il met en relation des BBDM qui proposent des expériences touristiques particulières et les clients potentiels, en Belgique.